# Bruno Sicardy
Bruno Sicardy, né en 1958, est un astrophysicien français.

## Biographie
Ancien élève de l'École normale supérieure (promotion S1978), il est professeur à Sorbonne Université et il poursuit ses recherches à l'Observatoire de Paris-Meudon. En 1984, il co-découvrit les anneaux de Neptune en compagnie de André Brahic et de William Hubbard. Il consacre l'essentiel de ses travaux à l'observation et à l'étude de la dynamique des anneaux et atmosphères planétaires, ainsi qu'à la dynamique des disques protoplanétaires.
Bruno Sicardy a défendu sa thèse, intitulée Étude observationnelle, analytique et numérique des environnements planétaires : applications aux anneaux de Saturne et d'Uranus et aux arcs de Neptune, à Paris 7 en 1988 sous la direction d'André Brahic,.
Au 15 septembre 2017, Bruno Sicardy a dirigé 10 thèses, a été président de jury pour 13 thèses et a été membre de jury pour 7 thèses.

## Honneurs et récompenses
L'astéroïde (6280) Sicardy a été nommé en son honneur.
- 1989 : Médaille de bronze du CNRS
- 2019 : prix Paul Doistau-Émile Blutet de l'Académie des sciences
- 2023 : prix Jules-Janssen de la SAF